# Liste des distinctions de Stargate Atlantis
Stargate Atlantis est une série télévisée américaine diffusée pendant cinq saisons et 100 épisodes sur la chaîne américaine Sci Fi Channel entre 2004 et 2009.

## Canadian Screenwriting Awards
Stargate Atlantis a été proposé pour deux Canadian Screenwriting Awards.
| Année | Catégorie                      | Nommés      | Épisode       | Résultats  |
| ----- | ------------------------------ | ----------- | ------------- | ---------- |
| 2007  | Meilleur Showrunner            | Brad Wright | —             | Lauréat    |
| 2006  | Épisode d'une série dramatique | Martin Gero | À corps perdu | Nomination |

## Chicago International Film Festival
Stargate Atlantis a été nommé pour une Silver Plaque au festival international du film de Chicago de 2005.
| Année | Catégorie                                                 | Nommés        | Épisode               | Résultats |
| ----- | --------------------------------------------------------- | ------------- | --------------------- | --------- |
| 2005  | Meilleure réalisation pour une série télévisée dramatique | David Winning | La Fin de l’innocence | Lauréat   |

## Constellation Awards
La série a été nommée pour deux Constellation Awards.
| Année | Catégorie                                                                  | Nommés        | Épisode         | Résultats  |
| ----- | -------------------------------------------------------------------------- | ------------- | --------------- | ---------- |
| 2009  | Meilleure performance masculine dans un épisode de série télévisée en 2008 | David Hewlett | Seconde enfance | Nomination |
| 2009  | Meilleure série télévisée de science-fiction en 2008                       | —             | —               | Nomination |

## DGC Craft Awards
Stargate Atlantis was nominated for one DGC Craft Award by the Directors Guild of Canada.
| Année | Catégorie                     | Nommés      | Épisode | Résultats  |
| ----- | ----------------------------- | ----------- | ------- | ---------- |
| 2008  | Réalisation - Série télévisée | Martin Wood | Trio'   | Nomination |

## Emmy Awards
Stargate Atlantis a été nommée pour quatre Emmy Awards.
| Année | Catégorie                                     | Nommés | Épisode                   | Résultats  |
| ----- | --------------------------------------------- | --- | ------------------------- | ---------- |
| 2005  | Meilleure musique d'un thème principal        | Joel Goldsmith | —                         | Nomination |
| 2005  | Meilleurs effets spéciaux pour une série      | Michelle Comens, John Gajdecki, Bruce Woloshyn, Jinnie Pak, Dan Mayer, Wes Sargent, Jose Burgos, Debora Dunphy, Chris Doll               | Une nouvelle ère          | Nomination |
| 2006  | Meilleure composition musicale pour une série | Joel Goldsmith | L'Ivresse des profondeurs | Nomination |
| 2008  | Meilleurs effets spéciaux pour une série      | Mark Savela, Shannon Gurney, Erica Henderson, Jason Gross, Jamie Yukio Kawano, Michael Lowes, Giles Hancock, Jeremy Kehler, Daniel Osaki | À la dérive               | Nomination |

## Gemini Awards
Stargate Atlantis a été nommé pour six Gemini Awards : quatre en 2005, un en 2006, deux en 2007, quatre en 2008 et cinq en 2009. Au total la série remporte quatre fois la récompense.
| Année | Catégorie                                              | Nommés | Épisode                     | Résultats  |
| ----- | ------------------------------------------------------ | --- | --------------------------- | ---------- |
| 2005  | Meilleurs effets spéciaux                              | Michelle Comens, John Gajdecki, Bruce Woloshyn, Jinnie Pak, Tom Brydon, José Burgos, Dan Mayer, Wes Sargent                                               | Une nouvelle ère            | Lauréat    |
| 2005  | Meilleurs effets spéciaux                              | Michelle Comens, John Gajdecki, Bruce Woloshyn, Jinnie Pak, Tom Brydon, José Burgos, Dan Mayer, Wes Sargent                                               | En pleine tempête (2/2)     | Nomination |
| 2005  | Meilleur scénario dans une série dramatique            | Martin Gero | La Communauté des quinze    | Nomination |
| 2005  | Meilleur maquillage                                    | Leah Ehman, Todd Masters | Le Grand Sommeil            | Nomination |
| 2006  | Meilleur son dans une série dramatique                 | Steve Smith, Dave Hibbert, Gord Hillier, Kirby Jinnah, Kevin Sands                                                                                        | L'union fait la force (2/2) | Nomination |
| 2007  | Meilleurs effets spéciaux                              | Mark Savela, Tom Brydon, Brenda Campbell, Debora Dunphy, Shannon Gurney, Andrew Karr, Todd Liddiard, Alec McClymont                                       | Menace sur la Terre (2/3)   | Lauréat    |
| 2007  | Meilleur scénario dans une série dramatique            | Martin Gero | La Guerre des génies        | Nomination |
| 2008  | Meilleure performance féminine dans un rôle secondaire | Jewel Staite | Seules contre tous          | Nomination |
| 2008  | Meilleur scénario dans une série dramatique            | Alan McCullough | Perte de mémoire            | Nomination |
| 2008  | Meilleurs effets spéciaux                              | Mark Savela, Marco Checa Garcia, Sebastian Greece, Shannon Gurney, Paul Hegg, Brandon Hines, Aaron Kramer, Nikolas Slotiuk, Toby Taplin, Ray Van Steenwyk | Alliance forcée (2/3)       | Nomination |
| 2008  | Meilleur maquillage                                    | Todd Masters | Le Dernier Homme (1/2)      | Nomination |
| 2009  | Meilleur maquillage                                    | Todd Masters, Leah Ehman, Holland Miller, Brad Proctor, Kyla Rose Tremblay                                                                                | Las Vegas                   | Lauréat    |
| 2009  | Meilleur costume                                       | Valerie Halverson | La nouvelle reine           | Nomination |
| 2009  | Meilleurs effets spéciaux                              | Mark Savela, Jason Gross, Paul Hegg, Brandon Hines, Jamie Yukio Kawano, Alex McClymont, Krista McLean, James Rorick, Luke Vallee                          | L'empire contre-attaque     | Nomination |
| 2009  | Meilleurs effets spéciaux                              | Mark Savela, Brenda Campbell, Natalia Diaz, Carina Dielissen Hunt, Shannon Gurney, Paul Hegg, Vivian Jim, Chandra Juhasz, Kodie MacKenzie, Alex McClymont | Premier contact (1/2)       | Nomination |
| 2009  | Meilleur scénario dans une série dramatique            | Brad Wright | Seconde enfance             | Lauréat    |

## Leo Awards
Stargate Atlantis a été nommée pour un total de 27 Leo Awards, dix en 2005, et 17 autres en 2009.
| Année | Catégorie                                               | Nommés | Épisode                 | Résultats  |
| ----- | ------------------------------------------------------- | --- | ----------------------- | ---------- |
| 2005  | Meilleurs effets spéciaux dans une série dramatique     | Mark Breakspear, Bruce Woloshyn, Dan Mayer, Simon Ager, Tara Conley                                             | En pleine tempête (2/2) | Lauréat    |
| 2005  | Meilleure série dramatique                              | Brad Wright, Robert C. Cooper, N. John Smith, Michael Greenburg, Martin Wood, Joseph Mallozzi, Paul Mullie      | —                       | Nomination |
| 2005  | Meilleur montage vidéo dans une série dramatique        | Jeremy Presner                                                                                                  | En pleine tempête (2/2) | Nomination |
| 2005  | Meilleur son d'ensemble dans une série dramatique       | Gord Hillier, Dave Hibbert, Kevin Sands                                                                         | En pleine tempête (1/2) | Nomination |
| 2005  | Meilleurs décors dans une série dramatique              | Bridget McGuire, Thom Wells, James Robbins, Peter Bodnarus, Mark Davidson, Robert Davidson                      | Une nouvelle ère (1/2)  | Nomination |
| 2005  | Meilleure réalisation dans une série dramatique         | Peter DeLuise                                                                                                   | Duel                    | Nomination |
| 2005  | Meilleur scénario dans une série dramatique             | Peter DeLuise                                                                                                   | Duel                    | Nomination |
| 2005  | Meilleure performance masculine dans un rôle secondaire | Paul McGillion                                                                                                  | Sérum                   | Nomination |
| 2005  | Meilleure performance masculine dans un rôle secondaire | David Nykl | Sérum                   | Nomination |
| 2005  | Meilleure performance féminine dans un rôle secondaire  | Allison Hossack                                                                                                 | Sérum                   | Nomination |
| 2009  | Meilleure série dramatique                              | Joseph Mallozzi, Paul Mullie, Brad Wright, Robert Cooper, Carl Binder, Martin Gero, Alan McCullough, John Smith | —                       | Lauréat    |
| 2009  | Meilleur direction dans une série dramatique            | Robert C. Cooper                                                                                                | Las Vegas               | Lauréat    |
| 2009  | Meilleur scénario dans une série dramatique             | Brad Wright | Seconde enfance         | Nomination |
| 2009  | Meilleur scénario dans une série dramatique             | Joseph Mallozzi, Paul Mullie                                                                                    | Les sekkaris            | Nomination |
| 2009  | Meilleur scénario dans une série dramatique             | Alan McCullough                                                                                                 | La nouvelle reine       | Lauréat    |
| 2009  | Meilleure photographie dans une série dramatique        | Michael Blundell                                                                                                | Las Vegas               | Lauréat    |
| 2009  | Meilleure photographie dans une série dramatique        | Jim Menard | Seconde enfance         | Nomination |
| 2009  | Meilleur montage vidéo dans une série dramatique        | Mike Banas | Las Vegas               | Lauréat    |
| 2009  | Meilleur montage vidéo dans une série dramatique        | Brad Rines | Seconde enfance         | Nomination |
| 2009  | Meilleur son d'ensemble dans une série dramatique       | Kelly Cole, Bill Mellow, Joe Watts, Hugo De Le Cerda, Kevin Belen                                               | L'empire contre-attaque | Lauréat    |
| 2009  | Meilleur montage son dans une série dramatique          | Steve Smith, Matthew Wilson, Kirby Jinnah, Jay Cheetham                                                         | L'empire contre-attaque | Lauréat    |
| 2009  | Meilleurs décors dans une série dramatique              | James Robbins                                                                                                   | La vie avant tout (2/2) | Nomination |
| 2009  | Meilleur costume dans une série dramatique              | Valarie Halverson                                                                                               | La nouvelle reine       | Lauréat    |
| 2009  | Meilleur maquillage dans une série dramatique           | Todd Masters, Holland Miller, Kyla-Rose Tremblay, Nicholas Podbrey, Brad Proctor                                | Las Vegas               | Nomination |
| 2009  | Meilleurs effets spéciaux dans une série dramatique     | Mark Savela, Shannon Gurney, Kodie MacKenzie, Vivian Jim, Dan Wier                                              | Premier contact (1/2)   | Lauréat    |
| 2009  | Meilleure performance masculine dans un rôle secondaire | David Hewlett                                                                                                   | Seconde enfance         | Nomination |
| 2009  | Meilleure performance féminine dans un rôle secondaire  | Jewel Staite | Jeu de piste            | Nomination |

## Nebula Awards
La série a été nommée pour un Nebula Award en 2009.
| Année | Catégorie         | Nommés      | Épisode         | Résultats  |
| ----- | ----------------- | ----------- | --------------- | ---------- |
| 2009  | Meilleur scénario | Brad Wright | Seconde enfance | Nomination |

## New York Film Festival
Stargate Atlantis gagne une Bronze Worldmedal au New York Film Festival en 2005.
| Année | Catégorie                                       | Nommés        | Épisode               | Résultats |
| ----- | ----------------------------------------------- | ------------- | --------------------- | --------- |
| 2005  | Meilleure réalisation pour une série dramatique | David Winning | La Fin de l’innocence | Lauréat   |

## People's Choice Awards
En 2008, Stargate Atlantis a été nommé en tant que "Meilleur show de science-fiction" aux 34e People's Choice Awards, elle était opposée à Battlestar Galactica et Doctor Who.
| Année | Catégorie                        | Nommés            | Épisode | Résultats |
| ----- | -------------------------------- | ----------------- | ------- | --------- |
| 2008  | Meilleur show de science-fiction | Stargate Atlantis | —       | Lauréat   |

## Saturn Awards
La série a été nommée pour deux Saturn Awards en 2005,et un en 2006.
| Année | Catégorie                                               | Nommés            | Épisode | Résultats  |
| ----- | ------------------------------------------------------- | ----------------- | ------- | ---------- |
| 2005  | Meilleure série diffusée en syndication ou sur le câble | Stargate Atlantis | —       | Nomination |
| 2005  | Meilleure actrice dans un rôle secondaire               | Torri Higginson   | —       | Nomination |
| 2006  | Meilleure série diffusée en syndication ou sur le câble | Stargate Atlantis | —       | Nomination |

## Visual Effects Society Awards
Deux épisodes ont été nommés pour Visual Effects Society Awards.
| Année | Catégorie                 | Nommés                                                           | Épisode          | Résultats  |
| ----- | ------------------------- | ---------------------------------------------------------------- | ---------------- | ---------- |
| 2005  | Meilleurs effets spéciaux | John Gajdecki, Bruce Woloshyn, Jinnie Pak, Tara Conley           | Une nouvelle ère | Nomination |
| 2008  | Meilleurs effets spéciaux | Mark Savela, Shannon Gurney, Erica Henderson, Jamie Yukio Kawano | À la dérive      | Nomination |

## WorldFest-Houston International Film Festival
Stargate Atlantis a été nommée pour un First Place Platinum au WorldFest-Houston International Film Festival de 2005.
| Année | Catégorie                                       | Nommés        | Épisode               | Résultats |
| ----- | ----------------------------------------------- | ------------- | --------------------- | --------- |
| 2005  | Meilleure réalisation dans une série dramatique | David Winning | La Fin de l’innocence | Lauréat   |